# Національний археологічний музей (Афіни)
Національний археологічний музей в Афінах (грец. Εθνικό Αρχαιολογικό Μουσείο) є найбільшим музеєм Греції. Його постійна експозиція складається з понад 20 тисяч експонатів різних епох, колекції кераміки і скульптур музею вважаються одними з найбагатших у світі.

## Історія музею

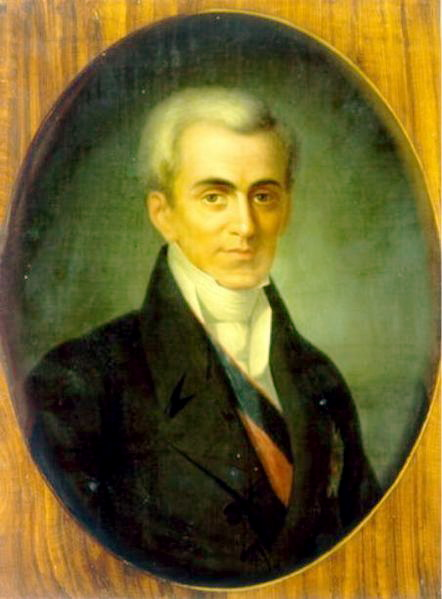
Іоанн Каподистрія

Перший археологічний музей Греції заснований в 1829 на острові Егіна за ініціативи першого президента незалежної Греції Іоанніса Каподистрії. Після того, як у 1833 столиця Греції перенесена в Афіни з Нафпліону, прийнято рішення побудувати у місті новий археологічний музей. Будівництво за проектом архітекторів Панагіса Калкоса, Людвига Ланге і Ернста Ціллера почалося в 1866.
Розміщення експонатів почалося задовго до закінчення робіт у 1874, коли завершено тільки західне крило. Будівельні роботи, які закінчились лише в 1889, велися на ділянці землі, переданій в дар місту Єленою Тосиця. Фінансову підтримку надали уряд країни, Археологічне товариство Греції та Ніколас Вернардакіс, репатріант з Санкт-Петербургу.
У 1887 директором музею призначений грецький археолог Валеріос Стаіс, відкривач Антикітерського механізму. Після його смерті в 1926 музей очолив грецький археолог Константінос Куруніотіс, що відкрив прадавні міста Еретрію та Пілос.
У 1932—1939 до споруди прибудовано східне крило в два поверхи.
Після початку Другої світової війни всі експонати були переміщені у сховища самого музею та банку Греції, а також у природні печери. Після закінчення війни внутрішній простір музею переплановано.
У 1999 внаслідок землетрусу будівлю було серйозно пошкоджено, після чого музей закрили на реконструкцію. Відкриття відбулося напередодні Олімпіади в червні 2004.
У 2010 в археологічному музеї вперше виставлений скульптурний портрет Міртіди — 11-річної дівчинки, яка мешкала в Афінах в добу Перикла і померла наприкінці Пелопоннеської війни під час облоги міста спартанцями, яка спровокувала голод та епідемію черевного тифу.

## Постійна експозиція

### Доісторична епоха
Колекція охоплює знахідки з неолітичних поселень Фессалії та інших регіонів — посуд, статуетки, прикраси, інструменти та зброю, виконані з глини, каменю і кістки. Знахідки датуються 6800 — 3300 роками до н. е. Також представлені предмети ранньої та середньої бронзової доби (відповідно 3200 — 1900 року до н. е. і 1900 — 1600 до н. е.). Колекція знаходиться на першому поверсі музею в залі № 5. Найзначнішими її експонатами є:
- Знахідки з Поліохні на острові Лемнос.
- Троянські золоті та бронзові предмети.
- Золоті та срібні предмети з ранньоеллінських курганів з острова Левкада.
- Знахідки з розкопок в Аттиці та Беотії.
- Поховальні дари із Сескло та Діміні.

### Мікенська культура

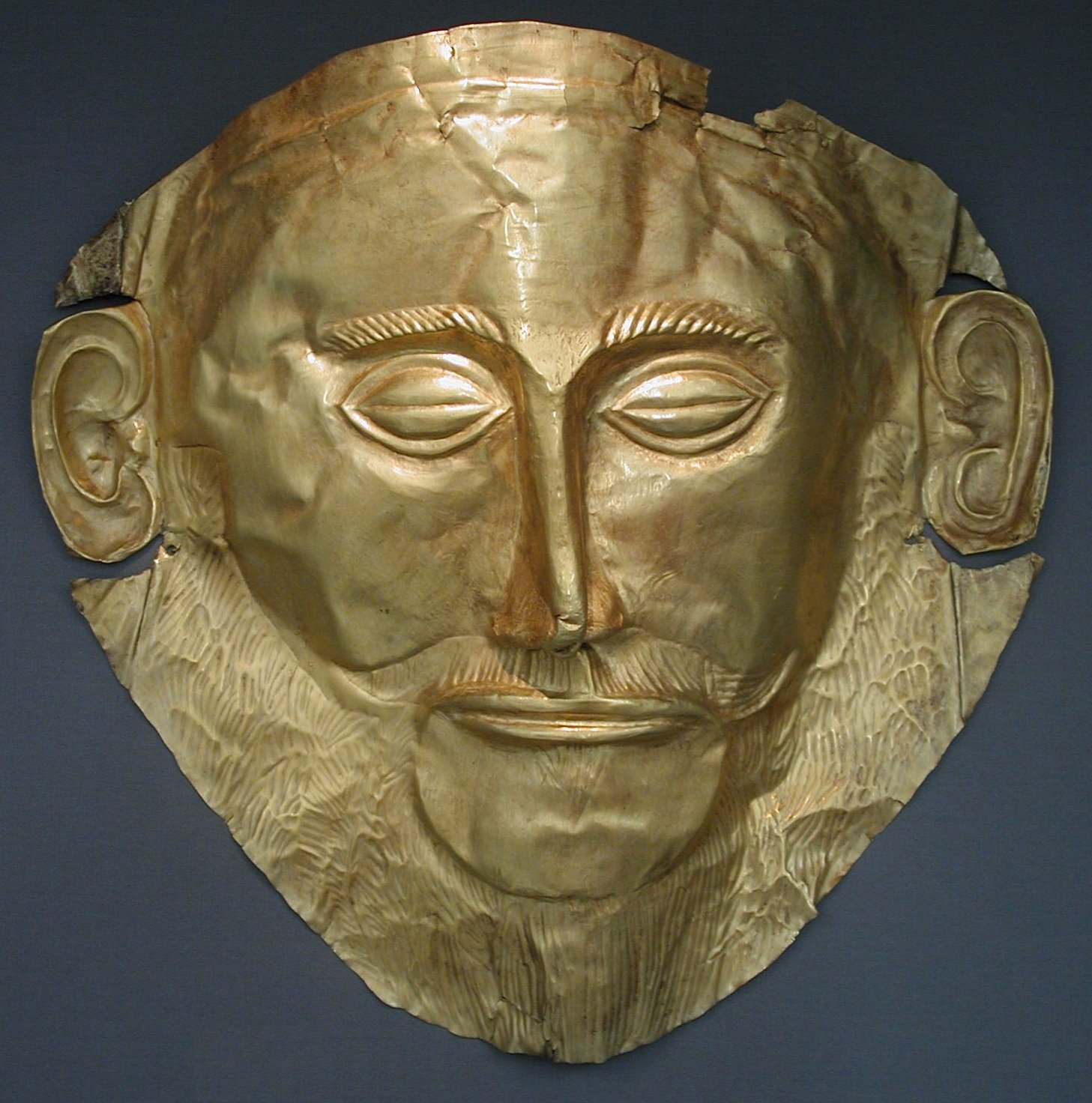
Золота Маска Агамемнона

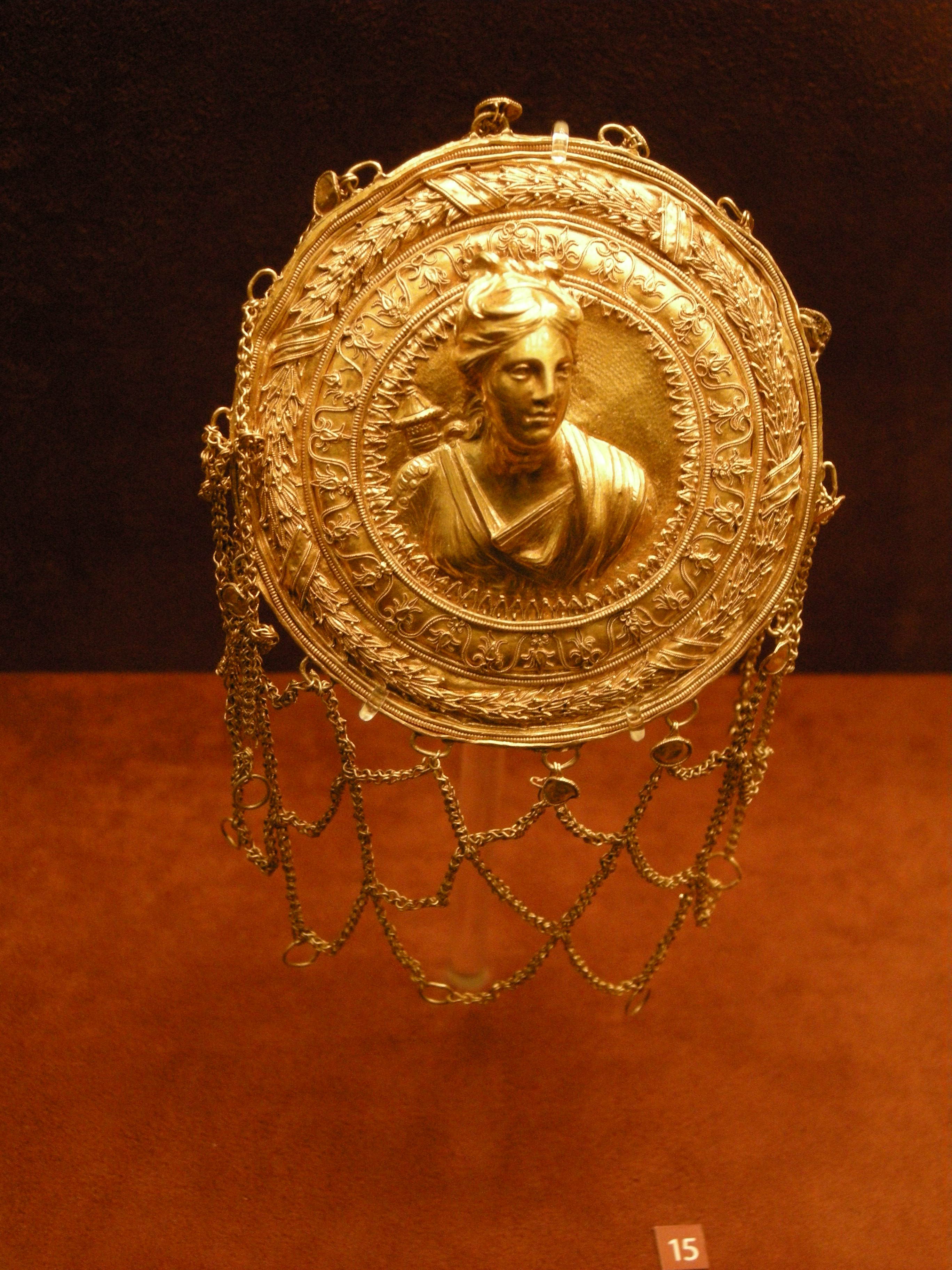
Золота прикраса

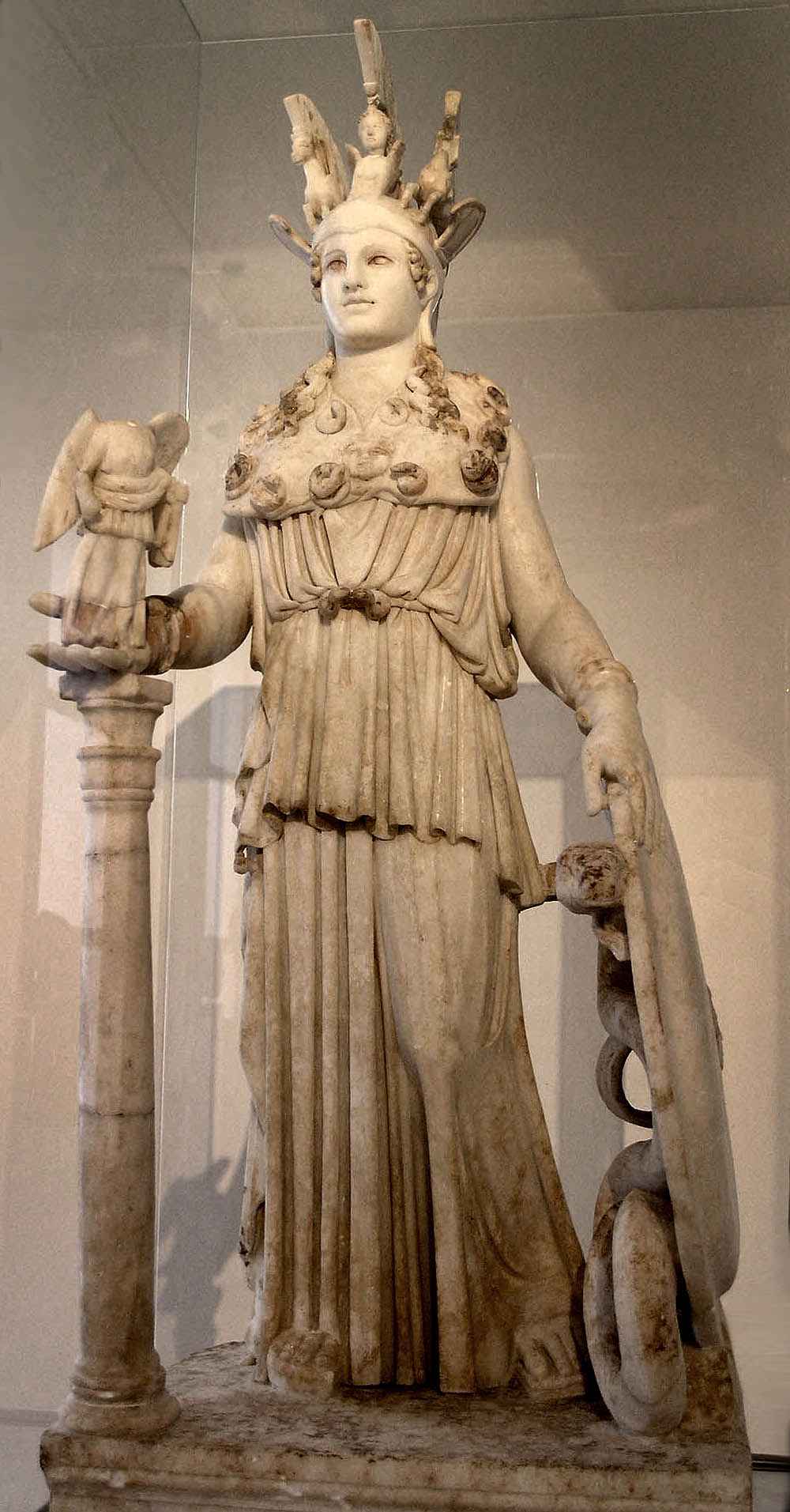
Афіна Варвакіон (названа за школою Варвакіон) — найточніша копія Афіни Парфенос римської доби, мармур, перша половина 3 століття

Колекція охоплює предмети пізньої бронзової доби, виявлені при розкопках поховань і поселень в Мікенах, Мессенії, Лаконії, Аттиці та інших регіонах. Знахідки датуються 1600 — 1100 роками до н. е. Колекція знаходиться на першому поверсі музею в залах № 3 та № 4. Її найзначніші експонати:
- Предмети, виявлені Шліманом у похованнях при розкопках Мікен — прикрашена коштовностями бронзова зброя, прикраси, керамічний посуд та золота поховальна маска, яка належала, як вважалося раніше, царю Агамемнону — так звана, Маска Агамемнона.
- Артефакти з розкопок Мікен, Тиринфа і Пілоса, у тому числі кам'яні печатки і настінні розписи, що зображують сцени полювання та процесії колісниць.
- Поховальні дари з толосових гробниць в Арголіді, Мессенії і Лаконії — золоті прикраси, посуд, бронзова зброя, статуетки.
- Знахідки з гробниць Аттики, Фессалії, Скопела та Кітери — поховальні дари з золота, кераміки, слонової кістки та скляної пасти.

### Кікладська культура
Колекція складається з предметів, знайдених при розкопках на островах архіпелагу Кіклади. Знахідки відносяться до бронзової доби і датуються 3 — 2 тисячоліттями до н. е. Знаходиться на першому поверсі музею в залі № 6. Найзначніші експонати:
- Знахідки з поховань і поселень ранньої бронзової доби з островів Наксос, Аморгос, Парос, Сірос і Сифнос — мармурові та керамічні судини, ідоли у формі скрипки, прикраси (в тому числі срібна діадема з некрополя Халандріані) та знаряддя праці, виконані з каменю, бронзи і кістки.
- Мармурові статуетки, характерні для культури Кіклад.
- Знахідки з розкопок стародавнього поселення Філакопі на острові Мілос, у тому числі глиняний посуд і настінні розписи пізньої бронзової доби.

### Санторіні
Колекція охоплює предмети, виявлені при археологічних роботах на острові Санторіні, зокрема при розкопках стародавнього міста Акротирі, зруйнованого під час виверження вулкану в 14 столітті до н. е. Знаходиться на другому поверсі музею в залі № 48. Найзначніші експонати:
- Настінні фрески, в тому числі так звані «Весна», «Антилопи» і «Жінки, що збирають шафран».
- Поліхромні глиняний посуд з рослинними і морськими розписні мотивами.
- Керамічні, бронзові і кам'яні судини із зображеннями левів, дельфінів та інших тварин, в тому числі розписані критським ієрогліфічним письмом.

### Скульптура
В колекції представлені одиночні статуї, скульптурні групи, саркофаги, бюсти і вівтарі, які виявлені на території Греції. Скульптури відносяться до різних історичних епох і розставлені в хронологічному порядку. Колекція знаходиться на першому поверсі музею в залах з № 7 по № 34 (сумарна площа 4 тисячі кв м). Найзначніші експонати:
- Статуї та скульптурні композиції в дедалічному стилі, що передує архаїці, у тому числі рельєфи з храму Афіни в Мікенах і жіноча статуя Нікандри з острова Делос.
- Статуї епохи архаїки, у тому числі куроси з розкопок в Аттиці, Беотії та інших регіонах.
- Статуї епохи класики — статуї періоду «суворого стилю», скульптурні групи з храму Афеї з острова Егіна, похоронний монументи, рельєфи різних типів (в тому числі знаменитий Елевсинський рельєф), копії скульптур Фідія і стела Гегесо.
- Статуї епохи еллінізму, наприклад, колосальні статуї з Лікосур в Аркадії і скульптурна група Афродіти, Пана і Ероса з острова Делос.
- Римські статуї, найціннішими з яких є скульптурні портрети імператорів.

### Кераміка

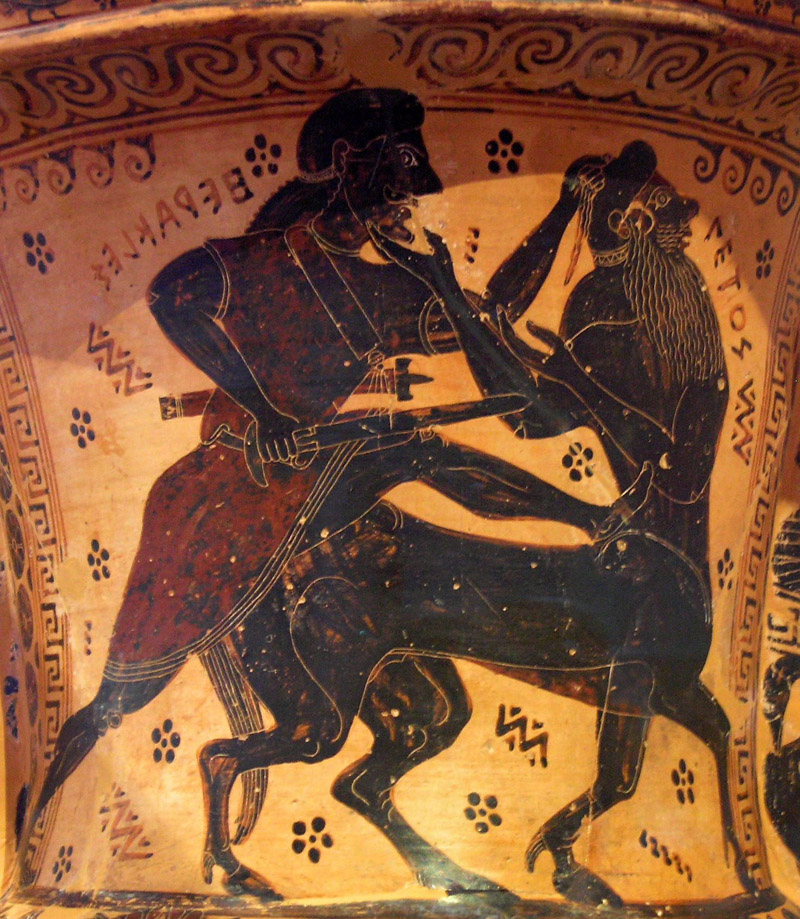
Чорнофігурна амфора із зображенням Несса, Вазописець Несса

Колекція є однією з найбільших у світі, охоплюючи період з 11 століття до н. е. до романської епохи. Знаходиться на другому поверсі в залах с № 49 по № 56. Найзначніші експонати:
- Аттична кераміка з геометричним орнаментом, в тому числі дві дипілонські вази із зображенням поховальної ходи.
- Зразки кераміки з майстерень Ахайі, Беотії, Арголіди, Лаконії і Фессалії.
- Кераміка в ранньому чорнофігурном стилі з Аттики, Коринфу і Егейським островів, найвидатніший експонат — амфора із зображенням кентавра Несса.
- Культова кераміка зі святилищ, таких як храм Гери в Аргосі, храм Гери в Перахорі і храм Артеміди Ортії у Спарті.
- Чорнофігурна аттична кераміка епохи архаїки.
- Червонофігурна аттична кераміка епохи класики.
- Аттичні ритуальні лекіфи 5 століття до н. е. із вазописом по білому тлі.
- Судини у керченському стилі, названому на честь міста Керч, на місці якого за часів античності стояв місто Пантікапей.

### Бронзові предмети

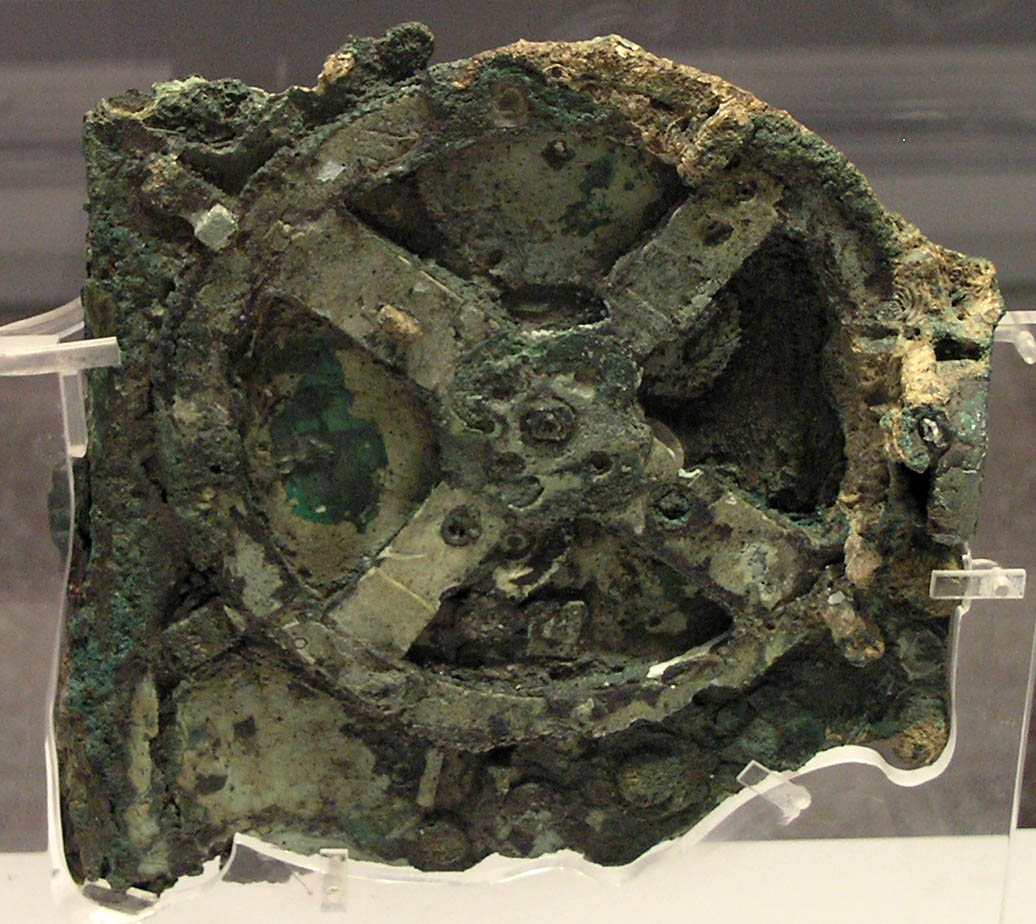
Антикітерський механізм

Колекція є однією з найбагатших у світі та охоплює не тільки статуї, але й інші вироби з бронзи: зброю, прикраси, посуд, знаряддя праці, культові та поховальні предмети. Знаходиться на першому поверсі в залах з № 36 по № 39. Найзначніші експонати:
- Статуя Зевса або Посейдона з мису Артеміс
- Статуя хлопчика-вершника з мису Артеміс
- Статуя хлопчика з Марафону
- Статуя юнаки з Антикітери
- Антикітерський механізм
- Культові предмети зі святилищ Афінського акрополя, Олімпії, Егейським островів та Криту.

### Старожитності Єгипту та Близького Сходу

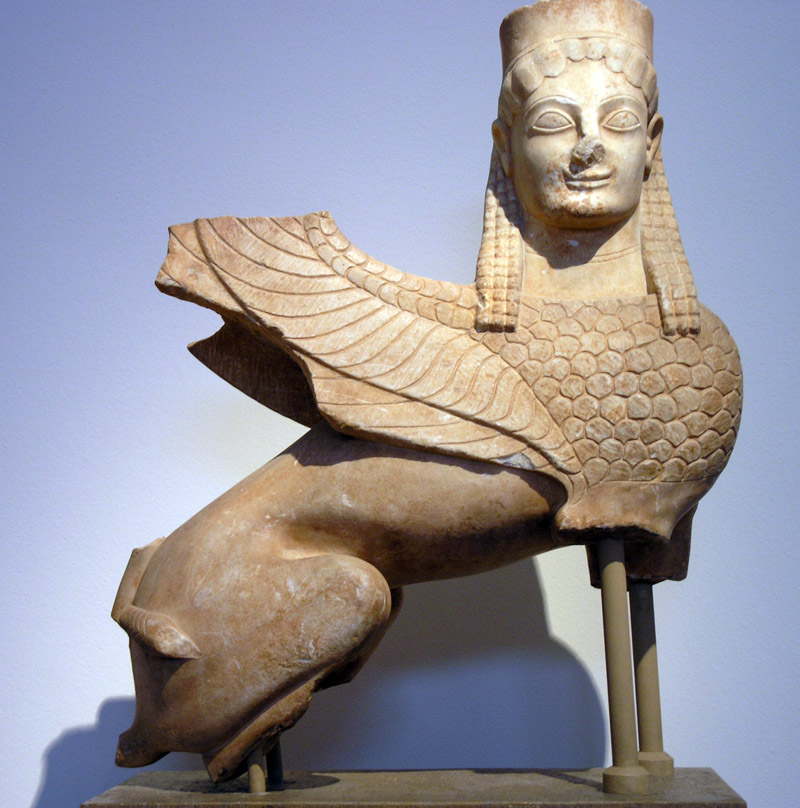
Сфінкс, знайдений в Аттиці

Колекція складається переважно з об'єктів, переданих в дар музею грецькими репатріантами з Єгипту, і охоплює період з 5 тисячоліття до н. е. до 4 століття н. е. Знаходиться на першому поверсі в залах № 40 і № 41. Експонати:
- Кам'яні знаряддя праці, зброю, посуд додинастичного Єгипту
- Кам'яні статуї фараонів і священних тварин ранньодинастичного періоду
- Похоронні статуї Давнього царства
- Вотивні статуї, поховальні стели, дерев'яні фігурки і моделі кораблів Середнього царства
- Статуї (зокрема статуя Рамсеса II), алебастрові судини, саркофаги, поховальні стели, мумії тварин Нового царства
- Саркофаг, мумії, три поховальні зображення (так звані, фаюмські портрети) і статуя Ісіди епохи Птолемеїв.